# Villaines-sous-Lucé
Villaines-sous-Lucé ist eine französische Gemeinde mit 651 Einwohnern (Stand: 1. Januar 2022) im Département Sarthe in der Region Pays de la Loire. Sie gehört zum Kanton Montval-sur-Loir.

## Lage
Villaines-sous-Lucé liegt etwa 26 Kilometer südöstlich von Le Mans. Umgeben wird Villaines-sous-Lucé von den Nachbargemeinden Val-de-la-Hune im Norden, Tresson im Osten und Nordosten, Montreuil-le-Henri im Osten und Südosten, Le Grand-Lucé im Süden und Westen sowie Challes im Nordwesten.

## Bevölkerungsentwicklung
| Jahr                      | 1962 | 1968 | 1975 | 1982 | 1990 | 1999 | 2006 | 2013 | 2020 |
| Einwohner                 | 678  | 651  | 531  | 481  | 481  | 572  | 685  | 673  | 688  |
| Quelle: Cassini und INSEE |      |      |      |      |      |      |      |      |      |

## Sehenswürdigkeiten

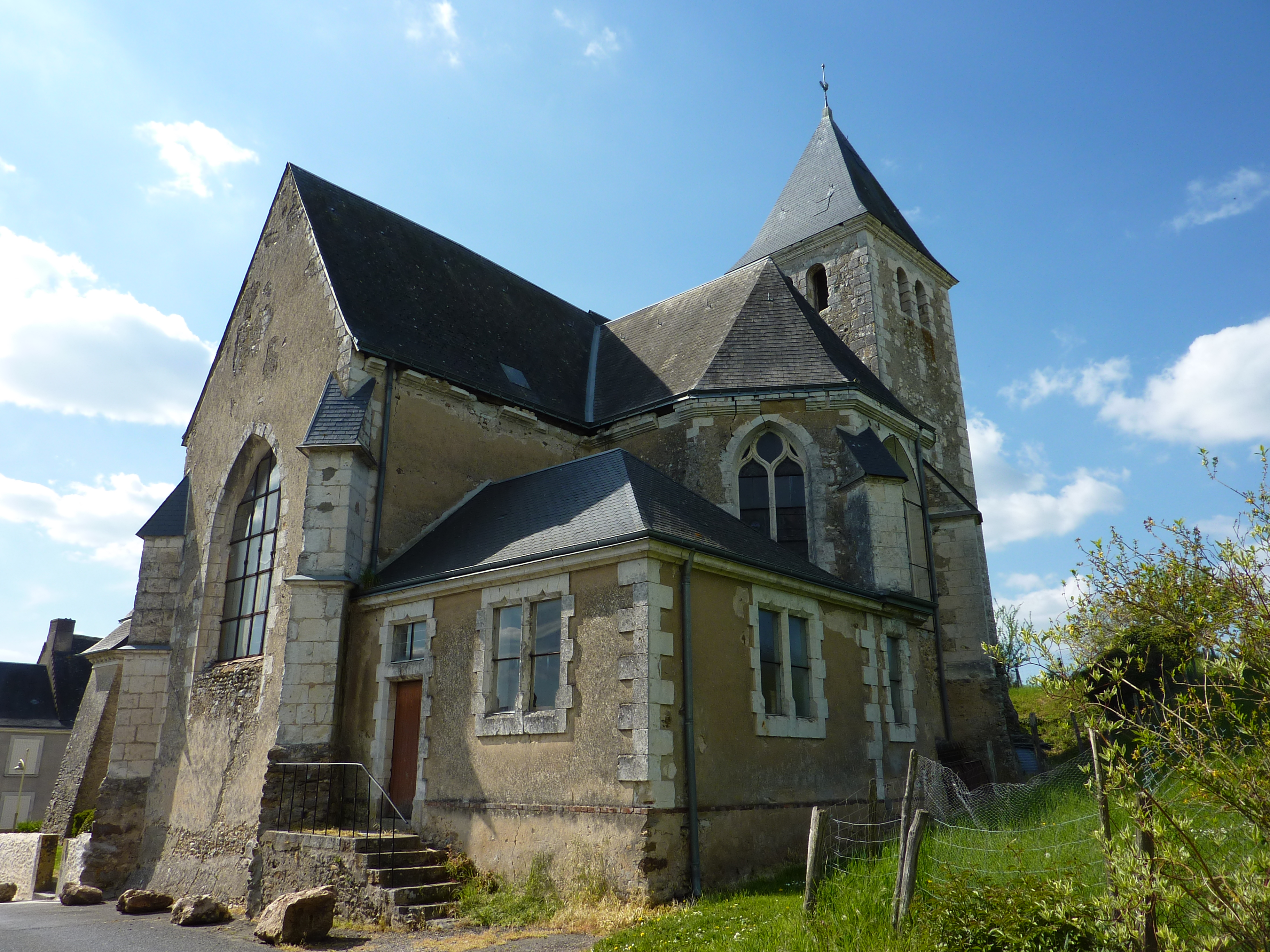
Kirche Notre-Dame

- Kirche Notre-Dame aus dem 13. Jahrhundert